# Referèndum sobre la independència de Chuuk
En l'estat de Chuuk estava prevista la celebració d'un referèndum sobre la independència de l'estat de Chuuk, que es va plantejar per primera vegada en 2015, es va ajornar a 2019, 2020 i després 2022 i finalment es va deixar al marge, però no abandonat del tot.
L'estat de Chuuk, fortament endeutat, és el més poblat dels quatre estats dels Estats Federats de Micronèsia i, amb 50.000 habitants, representa prop del 50% de la població del país. En 2012, el govern de Chuuk va crear la Comissió d'Estatus Polític de l'Estat de Chuuk per a estudiar les opcions per a la futura sobirania de Chuuk a causa del descontentament amb el repartiment de subvencions que ofereix l'Acord d'Associació Lliure entre els Estats Federats de Micronèsia i els Estats Units. Es va considerar que la independència era l'opció més adequada i es va preveure celebrar un referèndum entre la població de l'estat. El govern federal i una part de la població de Chuuk es van oposar a aquesta votació. El debat sobre la seva legalitat constitucional segueix present.